# ایرینا سومنیکووا
ایرینا سومنیکووا (انگلیسی: Irina Sumnikova؛ زادهٔ ۱۵ اکتبر ۱۹۶۴) بازیکن بسکتبال اهل روسیه بود.